# Eugen Block
Eugen Theodor Block (* 13. September 1940 in Harkebrügge, Oldenburg) ist ein in Hamburg ansässiger Unternehmer. Ab dem Jahr 1968 baute er eine Unternehmensgruppe auf, die hauptsächlich in den Geschäftsbereichen Systemgastronomie, Hotellerie und Lebensmittelproduktion tätig ist und heute den Namen Eugen Block Holding trägt. Zu ihr zählen im Wesentlichen die Steakhaus-Kette Block House und die Burger-Restaurants Jim Block, die Block House Fleischerei und die Block Menü sowie das Grand Elysée Hamburg. Die Unternehmen sind über Zwischenholdings unter dem Dach der Eugen Block Holding zusammengefasst.

## Leben und Karriere
Eugen Block wurde als zweites von fünf Kindern des Kaufmanns und Gastwirts Heinrich Block und seiner zweiten Frau Maria in Harkebrügge (Ortsteil von Barßel, Landkreis Cloppenburg) im Oldenburger Münsterland geboren. Er hat zwei ältere Halbgeschwister. Seine Eltern betrieben in Harkebrügge eine Gaststätte sowie einen Kolonialwarenladen und ein Postamt, in dem Block bereits in jungen Jahren aushalf. Nach der Schulzeit absolvierte er 1960 eine Ausbildung zum Gaststättenfachmann in Münster. Es folgte die mittlere Reife und eine Ausbildung zum Hotel- und Gaststättenkaufmann an der Hotelfachschule Heidelberg. 1966 absolvierte Block sein Hotelfachdiplom. Anschließend arbeitete er als Kellner im Ausland, unter anderem in Paris, London, New York und San Francisco. In den Vereinigten Staaten entstand die Idee, auch in Deutschland Steaks in Restaurants anzubieten.

### Systemgastronomie
Im Jahr 1968 eröffnete Block in Hamburg-Winterhude sein erstes Block House, in welchem er argentinische Steaks verkaufte. 1973 entstand die Burger-Marke Jim Block zur Verwertung der Fleischabschnitte aus der Steak-Produktion in Form von Hamburgern.
2024 umfasst die Unternehmensgruppe unter anderem 46 eigene Steakhäuser, zwölf Franchise-Betriebe im Ausland und elf Burger-Restaurants. Hinzu kommen weitere Restaurants in Hamburg und in Zarrentin am Schaalsee, ein Anteil an der Hansens Brauerei in Flensburg und das Privatbrauhaus Blockbräu bei den St. Pauli-Landungsbrücken. Die 1996 gegründete Eugen Block Holding GmbH dient als Dachgesellschaft für die verschiedenen Tochtergesellschaften.

### Lebensmittelindustrie
Im Jahr 1972 gründete Block eine eigene Produktion zur Belieferung seiner Restaurants, zunächst mit Saucen, später mit Fleisch aus einer eigenen Fleischerei. Hieraus entwickelte sich die Block Foods AG mit der Block Menü GmbH, die auch Dritte beliefert, sowie die Block House Fleischerei GmbH.

### Hotellerie

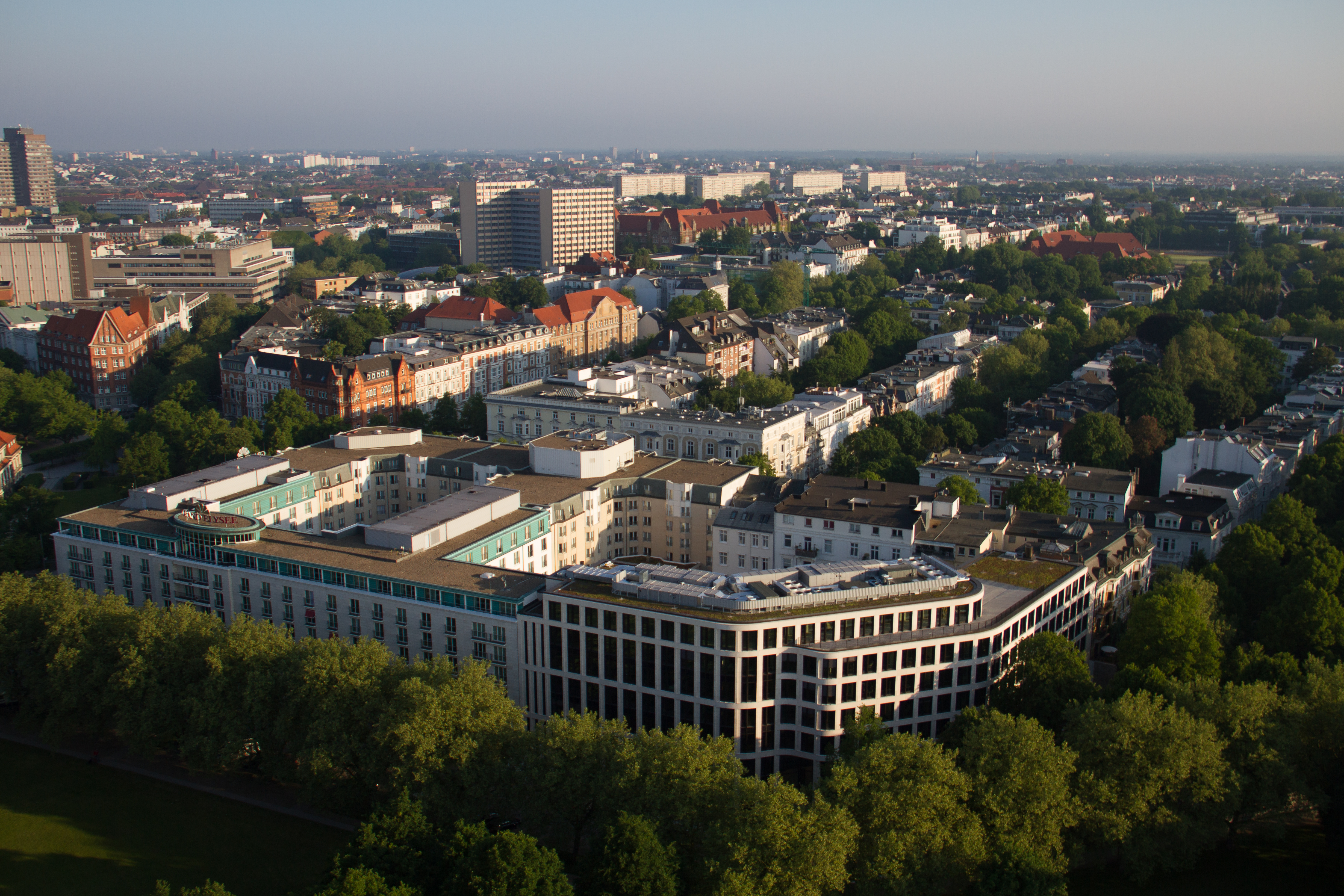
Grand Elysée Hamburg (links) an der Moorweide

1985 eröffnete Block das gemeinsam mit dem Architekten Robert Vogel entwickelte Hotel Elysée in Hamburg-Rotherbaum, welches 2005/2006 mit einem Investitionsvolumen von 103 Millionen Euro durch einen Anbau zum Moorweidenpark auf 511 Zimmer erweitert und in Grand Elysée Hamburg umbenannt wurde. Im Grand Elysée Hamburg befindet sich eine allgemein zugängliche Kunstsammlung mit dem Schwerpunkt regionale gegenständliche Malerei, darunter Werke der Hamburgischen Sezession und der Norddeutschen Realisten.
Im September 2018 kündigte Block an, mit einem Investitionsvolumen von rund 40 Millionen Euro ab 2019 ein Vier-Sterne-Plus-Hotel in Berlin-Mitte an der Tiergartenstraße zu bauen. Vor dem Hintergrund der Corona-Pandemie wurden die Pläne zurückgestellt.
Seine Unternehmen wurden mehrmals als „bester Arbeitgeber“ ausgezeichnet. Er selbst gilt dabei als Patriarch ohne Scheu vor dem Tausch von Führungskräften, der sich zugleich sehr um das Wohl seiner Mitarbeiter bemüht, die ihm dafür teilweise jahrzehntelang die Treue halten.
Die Hoteldirektoren des Grand Elysée behielten ihre Stellung im Durchschnitt nur zwei Jahre lang.
Das Umfeld der Reeperbahn ist laut Block, mit Blick auf weibliche Mitarbeiter, nicht als Standort eines Betriebes geeignet.
Am 30. November 2023 fand die offizielle Eröffnungsfeier des Drei-Sterne-Landhotels Seehotel Zarrentin statt.

### Sonstige Aktivitäten
Block besaß in den 1990er-Jahren Beteiligungen an der Fluggesellschaft Saarland Airlines und gründete 1988 die Hamburg Airlines, die er 1997 wieder einstellte.
2017 gründete er mit der Stiftung Block seine eigene Stiftung, die es sich zum Ziel gemacht hat, bedürftigen Menschengruppen zu helfen. Dabei werden unter anderem Bildungsprojekte im In- und Ausland sowie die Forschung im Bereich der gesunden Ernährung und der artgerechten Tierzucht und -haltung gefördert. Zudem unterstützt die Organisation die Ausbildung von jungen Menschen für gastronomisches Management.

### Unternehmensnachfolge
Von 2007 bis 2011 war Blocks Sohn Dirk Geschäftsführer der Eugen Block Holding, nach Meinungsverschiedenheiten mit seinem Vater trat er jedoch von dieser Position zurück. Laut Eugen Block sollten ab diesem Zeitpunkt nur noch familienfremde Manager das Unternehmen führen; seit 2011 hält mit Stephan von Bülow ein langjähriger Angestellter diese Position inne. Seitdem sind Blocks drei Kinder zu gleichen Teilen als Gesellschafter und Aufsichtsräte in der Holding. 2017 gab Block an, dass seine drei Kinder „jeweils 30 Prozent [des Unternehmens] erben“ werden und die restlichen zehn Prozent in seiner Stiftung verbleiben werden.
Eugen Block ist seit 2016 altersbedingt nicht mehr im operativen Geschäft tätig und gab im Sommer den Aufsichtsratsvorsitz der Holding ab.

## Privatleben
Block war von 1970 bis zu deren Tod am 21. Juli 2023 mit Christa geb. Hauschild (1941–2023) verheiratet. Er hat drei Kinder, die an seinem Unternehmen mit je acht Prozent beteiligt und Mitglieder des Beirates sind. Er lebt in Hamburg.
Sein älterer Sohn Dirk war zeitweilig sein Geschäftsführer der Holding, verlor diese Position aber wieder und machte sich daraufhin als Franchise-Nehmer von inzwischen sieben Restaurants der L’Osteria-Kette in Hamburg, Lübeck, Lüneburg und Kiel selbständig und betreibt außerdem die „Trattoria Brunello“ in Hamburg. Seine Tochter Christina gründete mit einer kleinen Bistrokette ein eigenes Unternehmen, während Philipp Block als Jüngster zunächst Erzieher wurde, bevor er später Ratsmitglied der Stiftung Block wurde. Im Zusammenhang mit dem Sorgerechtsstreit um seine Enkel wurden im Mai 2024 das Hotel Grand Elysée sowie Wohn- und Geschäftsräume von Block in Hamburg von der Polizei wegen des Verdachts der Kindesentziehung durchsucht.
Eugen Blocks Schwester Marlies Head (* 1942) führte als Inhaberin bis 2009 das Madison Hotel in Hamburg-Neustadt.
Eugen Block steht nach eigenen Angaben politisch der CDU nahe. Laut Eigenangaben wählte er jedoch bei der Bundestagswahl 2013 die AfD, er sei Protestwähler gewesen. Er ist Anhänger der Vollwerternährung nach Max Otto Bruker.

## Ehrungen
- 2004: „Unternehmer des Jahres“, vergeben von der Arbeitsgemeinschaft Selbständiger Unternehmer (ASU) und vom Bundesverband Junger Unternehmer (BJU)[43]
- 2010: „Hamburger des Jahres“, vergeben vom Fernsehsender Hamburg 1 für sein Lebenswerk[44]
- 2017: „Hamburger Gründerpreis“, gemeinsam vergeben von der Hamburger Sparkasse, Handelskammer Hamburg, Handwerkskammer Hamburg, Hamburg 1, Studio Hamburg für sein Lebenswerk[45]